# Diablo De Luxe
A Diablo De Luxe a Cadáveres De Tortugas 2001-ben megjelent remix-EP-je, mely a Salvo Karma albumuk öt dalának electro-indusztriális/techno/drum and bass stílusú átdolgozásait tartalmazza, a címadó dal nagylemezes változata mellett. A remixeket Nagy Attila "Chipesz", DJ Mastiff (alias Biopassive), és DJ Seek néven a Korog zenekar két tagja készítették.

## Számcímek
1. Diablo De Luxe (album version)
2. Salvo Karma (mortalmente enfermo mix)
3. Misgiving 2000 (infeccioso dub-mix)
4. Diablo De Luxe (subido mix)
5. 2 Die 4 (D.O.M. mix)
6. Devil's In (biopassive mix)